# Franz Anton von Raab

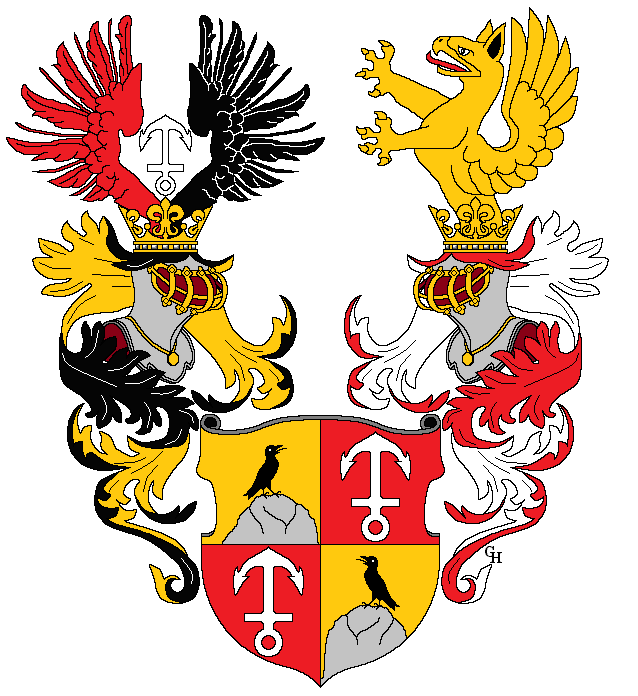
Stemma di Franz Anton von Raab, 1755.

Franz Anton Ritter von Raab (Bad Sankt Leonhard im Lavanttal, 21 dicembre 1722 – Vienna, 20 aprile 1783) è stato un funzionario della corte austriaca, consigliere di Stato sotto il regno di Maria Teresa d'Asburgo e di Giuseppe II d'Asburgo-Lorena.

## Biografia
Raab, dopo aver studiato Giurisprudenza a Graz, ha prima lavorato come avvocato poi è passato nell'amministrazione imperiale (nel 1750).
L’imperatrice Maria Teresa incaricò Raab di rilanciare il porto franco di Trieste. Grazie alla sua ottima gestione, Raab fu poi elevato al titolo di cavaliere austriaco ereditario (nel 1755).
Nel 1773, Raab fu nominato a Vienna come consigliere di corte. Il suo incarico era di rilanciare la prosperità della Monarchia, aumentare la produzione e promuovere gli scambi commerciale nel paese colpito dalle conseguenze della guerra dei Sette anni.
Raab ha rilanciato l'allevamento, promosso la produzione di seta e la creazione di impianti di lavorazione della lana e il rilancio dell'apicoltura. Una scuola modello per la costruzione della seta fu fondata a Meidling vicino a Vienna. Una fabbrica di tessuti di lana fu fondata a Theresienstadt.
Inoltre, Raab ha sollecitato una maggiore libertà di movimento per le persone in cerca di lavoro e il potenziamento dell'apicoltura.
Raab fu successivamente nominato segretario di stato segreto e direttore dei domini imperiali in Boemia. Lì acquisì notorietà principalmente attraverso le riforme agricole avviate su sua iniziativa durante il regno di Maria Teresa.
Dopo che le misure si dimostrarono efficaci in Boemia, furono introdotte anche nella Bassa Austria (1775) e in Moravia (1777). In seguito iniziative simili sono state realizzate anche in La Stiria (1778) e in Galizia (1782).
| Controllo di autorità | VIAF (EN) 13243624 · ISNI (EN) 0000 0000 5540 6308 · CERL cnp01073605 · GND (DE) 124490972 · CONOR.SI (SL) 293484131 |